# Liste der Biografien/Ua
Liste der Biografien |
Portal Biografien |
Personensuche
# |
A |
B |
C |
D |
E |
F |
G |
H |
I |
J |
K |
L |
M |
N |
O |
P |
Q |
R |
S |
T |
U |
V |
W |
X |
Y |
Z |
?
 
Ua |
Ub |
Uc |
Ud |
Ue |
Uf |
Ug |
Uh |
Ui |
Uj |
Uk |
Ul |
Um |
Un |
Uo |
Up |
Uq |
Ur |
Us |
Ut |
Uu |
Uv |
Uw |
Ux |
Uy |
Uz
Die Liste der Biografien führt alle Personen auf, die in der deutschsprachigen Wikipedia einen Artikel haben. Dieses ist eine Teilliste mit 11 Einträgen von Personen, deren Namen mit den Buchstaben „Ua“ beginnt.

## Ua
- UA (* 1972), japanische Sängerin und Schauspielerin
- Ua Buachalla, Domhnall (1866–1963), irischer Politiker (Sinn Féin, Fianna Fáil), Mitglied des First Dáil und Mitglied des Staatsrates
- Ua h-Aedacháin, Imar († 1134), Gründer des Augustinerchorherrenstifts in Armagh
- Ua Lonngargáin, Donnchad († 1232), irischer Geistlicher
- Ua Tuathail, Lorcán (1128–1180), Erzbischof von Dublin zur Zeit der normannischen Invasion in IrlandLorcán Ua Tuathail (1128–1180)

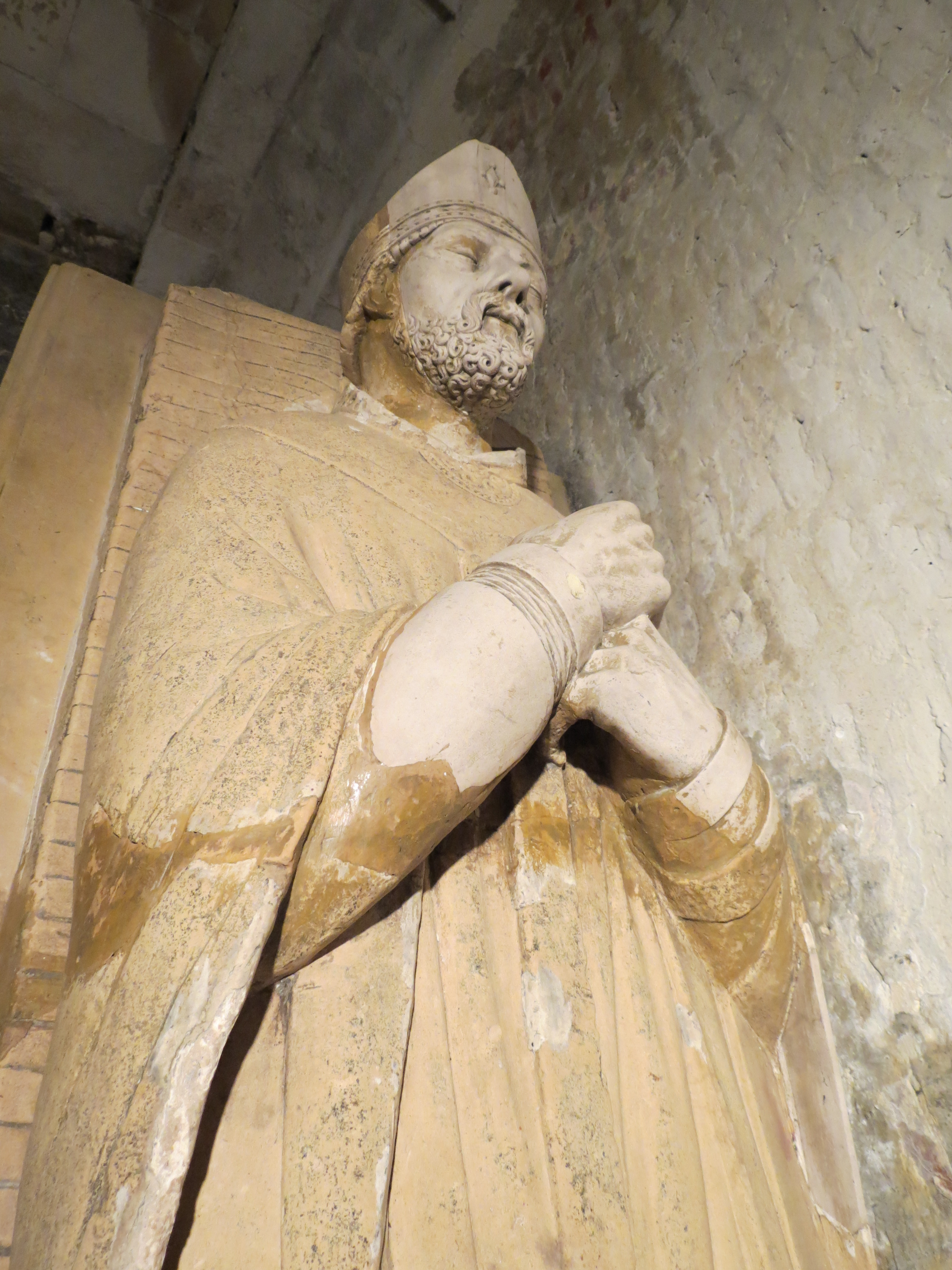
Lorcán Ua Tuathail (1128–1180)

### Uaf
- Uaferro, Boné (* 1992), deutsch-mosambikanischer Fußballspieler

### Ual
- Uälichanuly, Schoqan (1835–1865), kasachisch-russischer Wissenschaftler, Historiker, Ethnograph, Geograph und Literaturwissenschaftler
- Uallach ingen Muinecháin, irische Dichterin

### Uam
- Uambembe, Helena (* 1994), südafrikanische Künstlerin

### Uan
- Uan, Mariuti (* 1986), kiribatischer Leichtathlet

### Uap
- Uapingene, Joseph, namibischer Bürgermeister der NUDO